# Snéjinsk
Snéjinsk - Снежинск (rus) - és una ciutat tancada de l'óblast de Txeliàbinsk, a Rússia. A la ciutat s'hi troba un centre de recerca nuclear important.

## Geografia
Snéjinsk s'estén entre el llac Sinara al nord i el llac Silatx al sud. Es troba a 22 km al nord de Kaslí, a 32 km a l'est de Verkhni Ufalei i a 111 km al nord-oest de Txeliàbinsk.

## Història
Snéjinsk fou construïda al voltant d'un centre de recerca científica molt important per a la Unió Soviètica, conegut amb l'acrònim de VNIITF. Aquell centre, fundat el 1955, és el segon que es dedica al programa nuclear a Rússia, l'altre és el VNIIEF de Sarov.
La vila s'anomenà al principi Kaslí, després Txeliàbinsk-50 el 1959 i el 1966 Txeliàbinsk-70. Finalment rebé el nom de Snéjinsk i l'estatus de ciutat el 1993.